# Christine Aka

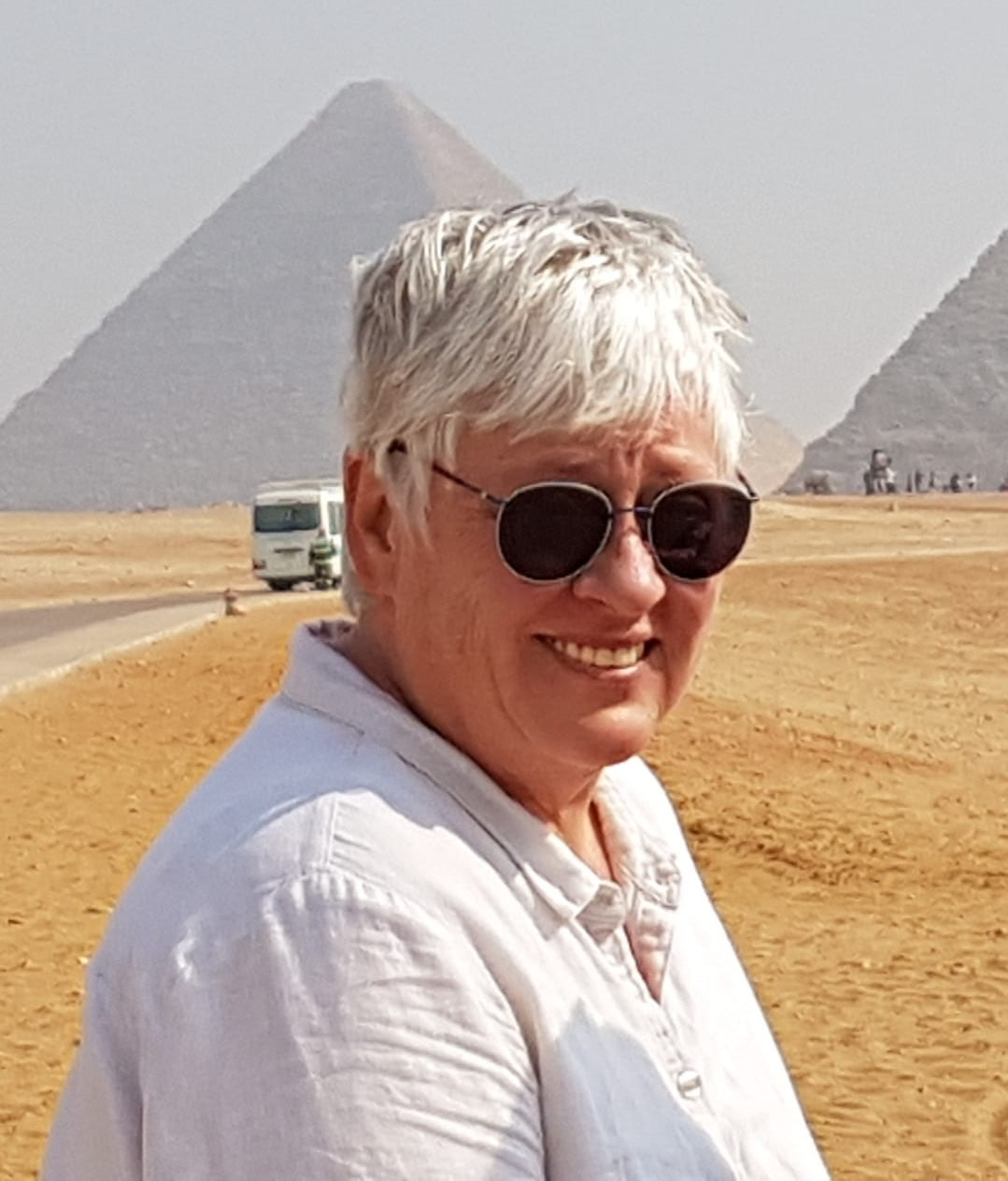
Christine Aka auf einer Forschungsreise

Christine Aka (* 1962 in Vechta) ist eine deutsche Kulturanthropologin und Volkskundlerin mit den Schwerpunkten Religionsethnologie und Kultur ländlicher Räume.

## Leben
Sie absolvierte ein Studium der Volkskunde, der Europäischen Ethnologie und Geschichte an der Westfälischen-Wilhelms-Universität Münster. Hier wurde sie 1990 promoviert. Nach einem Volontariat und mehrjähriger Tätigkeit als Wissenschaftlerin in verschiedenen Museen habilitierte sie sich 2005 mit einer Studie zu Unfallkreuzen an der Universität Münster. Im Jahr 2004 wurde sie mit dem LWL-Arbeitsstipendium ausgezeichnet. Neben Vertretungsprofessuren in Regensburg, Münster, Bonn und Mainz war sie freiberuflich tätig und veröffentlichte zahlreiche wissenschaftliche Schriften. Seit 2018 leitet Christine Aka das Institut für Kulturanthropologie des Oldenburger Münsterlandes. Dieses An-Institut der Universität Vechta entstand aus einer Kooperation des Museumsdorfes Cloppenburg und der Universität Vechta, an der sie auch Lehraufträge wahrnimmt.

## Veröffentlichungen
- mit Martina E. Becker,  Dennis Beckmann,  Christel Köhle-Hezinger,  Silke Meyer,  Florian Mildenberger,  Bernd Rieken,  Anja Schmid-Engbrodt,  Judith Schmidt,  Thomas Schürmann,  Markus Walz,  Malaika Winzheim: Rheinisch-westfälische Zeitschrift für Volkskunde 64/65 (2019/20). Hrsg.: LVR-Institut für Landeskunde und Regionalgeschichte,  Kulturanthropologisches Institut Oldenburger Münsterland,   Westfälische Vereinigung für Volkskunde e.V.,   Rheinische Gesellschaft für Alltagskulturforschung e.V. Waxmann, ISBN 978-3-8309-3892-7. (Dissertation)
- mit Katharina Eisch-Angus, Esther Gajek, Helge Gerndt, Sebastian Gietl, Helmut Groschwitz, Gunther Hirschfelder, Bärbel Kleindorfer-Marx, Konrad Köstlin, Karin Lahoda, Erika Lindig, Lena Möller, Michael Prosser-Schell, Markus Schreckhaas, Sarah Scholl-Schneider, Florian Schwemin, Marketa Spiritova, Manuel Trummer, Hermann Wellner, Lars Winterberg, Barbara Wittmann, Lars Winterberg,  Barbara Wittmann: "Ein Stück weit ..." Hrsg.: Manuel Trummer,  Sebastian Gietl,  Florian Schwemin. Waxmann, 2019, ISBN 978-3-8309-4051-7, S. 308.
- mit Jürgen Bärsch, Christine Bischoff, Benedikt Brunner, Melanie Denzinger, Vera Faßhauer, Sönke Friedreich, Dagmar Hänel, Gašper Mithans,  Jochen Ramming, Inga Scharf da Silva, Mirko Uhlig, Joachim Werz, Jörg Widmaier: Prediger, Charismatiker, Berufene. Hrsg.: Christine Aka,  Dagmar Hänel. Waxmann, 2018, ISBN 978-3-8309-3668-8, S. 252.
- Christine Aka (Hrsg.): Unfallkreuze. Band 109. Waxmann, 2007, ISBN 978-3-8309-6790-3, S. 336.
- mit Thomas Schürmann, Malaika Winzheim: Rheinisch-westfälische Zeitschrift für Volkskunde. Hrsg.: Christine Aka, Thomas Schürmann, Malaika Winzheim. 1 64/65 Jahrgang Auflage. Waxmann, 2020.
- Christine Aka (Hrsg.): Tot und vergessen? Sterbebilder als Zeugnis katholischen Totengedenkens. Band 10. LWL-Freilichtmuseum Detmold, ISBN 978-3-926160-16-4.
- Christine Aka (Hrsg.): Jesuskind und Weihnachtsmann - Krippenmuseum Telgte. Heimathaus Münsterland, ISBN 978-3-927072-07-7.
- Volkskundlichen Kommission für Westfalen, Landschaftsverband Westfalen-Lippe (Hrsg.): Nicht nur sonntags. Vom Leben mit dem Glauben 1880 - 1960. 1. Auflage. Band 1. Landwirtschaftsverlag, Münster-Hiltrup, 2003, ISBN 978-3-7843-3233-8, S. 120.
- Bauern, Kirchen, Friedhöfe - Sachkultur und bäuerliches Selbstbewusstsein in der Wesermarsch vom 17. bis 19. Jahrhundert. Stiftung Museumsdorf Cloppenburg, ISBN 978-3-938061-24-4.
- mit Marianne Feldhaus, Frank Lammerding: Szenen einer Begegnung 25 Jahre Partnerschaft zwischen dem CFPR in Togo und der KLJB Landesverband Oldenburg. Landjugendverlag, 1997, ISBN 978-3-931716-09-7, S. 80.
- mit Dagmar Haenel: Prediger, Charismatiker, Berufene. Waxmann Verlag, 2018, ISBN 978-3-8309-3668-8, S. 252.
- mit Marianne Feldhaus, Frank Lammerding,: Szenen einer Begegnung. Landjugendverlag, ISBN 978-3-931716-09-7, S. 80.
- Heilige Orte - Heilige Dinge. Devotionalien im Museum Katharinenhof Kranenburg. Verein für Heimatschutz e.V. Kranenburg 1922. Kranenburg, 2009, ISBN 3-9812548-4-8, S. 111.
- mit Hans Galen: 500 Jahre Buchdruck in Münster : eine Ausstellung des Stadtmuseums Münster in Zusammenarbeit mit der Universitätsbibliothek Münster. Hrsg.: Galen. Nr. 5. Regensburg, 1991, ISBN 978-3-7923-0617-8, S. 315.
- Jahrbuch Oldenburger Münsterland 2006. Heimatbund Oldenburger Münsterland, 2005, 2005, ISBN 978-3-9810290-0-0.